# Balclutha usitata
Balclutha usitata är en insektsart som beskrevs av Osamu Namba 1956. Balclutha usitata ingår i släktet Balclutha och familjen dvärgstritar. Inga underarter finns listade i Catalogue of Life.